# 臺灣清代番界
臺灣清代番界是清代官府用於隔離漢人與原住民的邊界線。在清朝統治台灣18世紀初期，由於漢人紛紛偷渡來台灣開墾，釀成朱一貴事件後，清廷在平原與丘陵的交界的麓山帶，從南到北，選擇地點埋石立界，或僅以河流、山丘的自然屏障作為界線，此乃早期的番界，亦稱生番界。然漢人大規模開墾台灣西部平原已成為擋不住的趨勢，而隨著漢人違法侵墾原住民土地的事件越來越多，包括界內熟番及界外生番的土地，此情況容易引起土地糾紛繼而發生動亂。清廷遂施行更具體的措施：在界內施行貼納番餉，強化熟番的業主權；在界外施行更嚴格的劃界隔離政策，禁止開墾生番土地。劃界的硬體措施，除立碑定界之外，築土牛堆及挖土牛溝，讓番界更具體可辨，此時期名為紅線與藍線；並於山口建置隘寮，派熟番守隘，以維護番界治安。因此，番界又稱土牛紅線、土牛界線、土牛溝。
然而清廷的措施始終無法阻止漢人越界侵墾，最後土地糾紛演變成集團械鬥，官府又未妥善處理，終於在18世紀末爆發清代最大的民變─林爽文事件。清廷於事件後施行屯番制，派遣熟番於番界建立番屯，一方面防止漢人越界開墾，一方面防止生番出草，徹底施行所謂「三層制」的構想，即「漢人在外、生番在外、熟番居中」的體制，此為紫線與綠線。1895年日本併吞台灣後，總督府將番界內劃為一般行政區，平埔族（熟番）失去其原住民身分，身分待遇視同漢族；至於界外的生番地則收為官有地，高砂族（生番）雖然保有原住民身分，卻失去所有土地，日本政府僅劃出小部分為「高砂族保留地」供原住民使用（無所有權）。二戰結束後，國民政府入主台灣，初期山地行政沿襲日本時代的番地政策（官有地），不同的是將其分解成各縣的山地鄉，原住民保留地制度則沿用；雖然後來國民政府有賦予地權，但僅限於農地和建地，其餘的保留地仍只有租賃權。台灣全島曾經全是原住民的生活領域，現在原住民土地只剩下「番界外」（包括保留地和國有林地）或許有機會還原，未來如何演變，仍待考驗。

## 緣起
17世紀以前的台灣、幾千年來一直都是台灣原住民（屬於南島語族）的生活領域；16世紀出現漢人每年季節性來台灣捕魚兼作貿易，以及活躍於東亞海域活動的海商或海盜，在台灣沿海有據點為補給基地；當17世紀荷蘭人來到台灣時，發現台灣西南海岸的原住民村社有漢人居留從事中介貿易，與原住民已建立很深的互動關係。17世紀荷蘭東印度公司的統治台灣，荷蘭重商主義開始改變台灣的發展模式，至此，台灣原住民進入劇烈變動的時代。
1624年荷蘭人進入台灣，於大員（今台南安平）建造熱蘭遮城，以此為據點從事轉口貿易；當時荷蘭人的貿易要面對漢人、日本人、西班牙人的競爭（後期日本人和西班牙人相繼退出競爭）；土地開墾則是要面對原住民的抵制，主要來自西拉雅四大社─新港社、目加溜灣社、蕭壠社、麻豆社（分別是今台南市新市區、善化區、佳里區、麻豆區）。1635年荷蘭人討伐強大的麻豆社，雙方締結歸順條約，麻豆社移轉主權，形成類似歐洲封建「領主封臣」的關係；隨後又征伐位於新港社東南方強大的塔加拉揚社（位於今台南到高雄之間的平原），於是南北兩路大批村社紛紛歸順，也依循相同模式訂約（不同村社出讓的權力視情況而有多寡）。荷蘭在台灣的統治正式展開，從1636年起荷蘭當局召開例行性地方議會，荷蘭長官召集歸順村社代表，於會中訓誡和平條約內涵，並授予每位代表絨袍、親王旗與代表公司權威的權杖。公司握有最後權力，但治權仍歸村社長老。荷蘭巴達維亞總部一開始就要求向原住民村社課稅，但大員當局僅要原住民繳交土產（稻穀、鹿皮）納貢臣服，後來甚至廢除納貢，僅剩需要服傜役。荷蘭時代傜役的制度化，後來明鄭時代及清代繼續沿用，使得原住民疲於奔命，農政失時，土地逐漸淪入漢人手裡。在土地開墾上，原住民與漢人既競爭又合作，關係相當複雜。
在荷蘭當局與原住民村社條約的「領主封臣」關係下，村社讓出主權給領主，向荷蘭領主宣誓效忠；荷蘭領主有庇護封臣的義務，承認其祖傳地域具有利用與享用的權利。漢人於原住民領地入境採截竹林和沿海漁撈，都需要支付適當補償金；1644年開始的贌社包稅制，由承包者獨佔村社的買賣，意在防止漢人私下與原住民交易，而1945年起又不再准許租佃原住民土地，無非都是要隔離漢人侵佔原住民利益。
為了農業開墾，與西拉雅四大社長老協商租佃給漢人農夫開墾，原住民仍保有所有權，租佃收入可用於支付建築學校和教堂的開銷。不過過程中原住民與漢人的摩擦不斷，於是1660年大員末代長官揆一告知巴達維亞總部，打算廢止此Tickeran租佃政策，並將漢人重新配置到二仁溪以南無原住民居住的土地；不料總部卻告知應繼續展延租佃七年，且應隔離漢人與原住民。這道命令來不及執行，隨著1662年2月揆一向鄭成功投降，無疾而終。由於原住民不精於稻作，荷蘭人引進漢人為佃農，開墾原住民的土地。這套租佃模式，雖於荷蘭時代推展不順利，卻成為後來原漢合作開發土地的主要模式；而漢人與原住民的摩擦，導致在政策上在土地開墾與原漢隔離之間的政策拉鋸。
早先1625年荷蘭人於赤崁（今台南市中心區域）規劃普羅民遮市鎮，推動赤崁耕地作農業生產，與漢商合作招募福建漢人移民台灣墾殖，終於30年代中於發展起來，主要作物是甘蔗稻米；1644年開徵米作什一稅後，為了鼓勵赤崁耕地的農業發展，荷蘭當局開始發放土地權狀給予漢人和荷蘭官員，招募漢人農民開墾，給公司帶來豐厚的利潤。隨著漢人移民開墾範圍的成長擴大，發生如前述與西拉雅四大社原住民的不斷摩擦，於是荷蘭當局劃出二仁溪以南無原住民的區域（今台南到高雄之間的平原）推動農業，即漢人農民繳納米作什一稅的前提下，獲致土地所有權；由於範圍廣大，直至荷蘭統治末期，仍開發不到十分之一。之後，這片土地成為明鄭時代漢人開墾的主要區域，而其他區域大都仍是原住民村社與獵場交錯分布，將成為未來開墾待解決的土地取得問題。
1662年荷蘭人被鄭成功擊敗，2月退出台灣，台灣進入明鄭時代。鄭氏政權接收了荷蘭人的土地，有沿用其制度者、也有新創的土地開墾型態：官田是接收自荷蘭當局所稱的王田，耕田者稱為官佃，賦額依照舊制；私田即所謂的文武官田，文武百官「招佃耕墾，自收其租，而課納於官」，取得私有權；營盤田即寓兵於農的屯田制度，採自耕自給，與王田和私田的佃耕方式不同。荷蘭時代的開墾範圍，僅現在的台南、高雄地區；明鄭時代擴及到嘉義地區，以及中北部的幾個點狀分布的地區。這些開墾的土地為漢人所有（漢人業主權），此時漢人與原住民交錯而居，雙方生活在各自的地界內，尚未出現族群隔離政策。
依照台灣番界條目的看法，在原本荷蘭的王田之外，即原住民的土地，則任由各文武官部下官兵隨意圈地、侵佔圈墾。1664年從參軍陳永華之議，頒布「屯田之制，以拓番地」「驅逐土番，大興開墾之業」寓兵於農的屯墾制度，實際上是挾武力進佔，掠奪番地，悉行墾殖土番固有地域，並在交界築土堆，以防番害，土堆狀似臥牛，故稱土牛，此成為後世劃定番界之始。為開發水沙連番地，派遣參軍林圯平定斗六門，以竹圍庄為根據地，率所部屯丁二百餘，自牛相觸口前進，驅逐土番至東北方之東埔蚋附近，遭鄒族鹿楮群（Luhtu）戰士襲擊，林圯及屯丁百餘悉被擊殺，後鄭氏遣軍追擊之，遠退至山後大水窟。由1895年日治文獻記載知母朥社（Tfuya，現多漢譯為特富野社）總頭目宇旺報告可知從鄭氏設立石碑，明末清初漢、鄒界線大約沿著社口庄南北延伸，即八掌溪、牛稠溪等山麓谷口位置，而後直到清末的200多年間，在範圍內租地開墾的漢人，一直納租予鄒族人。:127此段由台灣番界併入。
但是，鄭成功的開墾政策是不許圈占原住民的土地，有令諭云：『本藩已手闢草昧，與爾文武各官及各鎮大小將領官兵家眷聿來胥宇，總必創建田宅等項，以遺子孫計。但一勞永逸，當以己力經營，不准混親土民及百姓現耕物業。……文武各官開墾田地，必先赴本藩報明畝數而後墾。至於百姓必開畝數報明承天府，方准開墾。如有先墾而後報，及少報而墾多者，查出定將田地沒官，仍行從眾究處。』此時雖有政策規範，但對於原住民獵區則未加規範，因此被視為荒地進行開墾。明鄭時代開墾區域，約計三萬公頃。依據伊能嘉矩的「臺灣番政志」，明鄭時代新開墾的土地『悉行之於土番固有之地域，當時對於土番，順者撫之，逆者膺之，其交界築土堆，以防番害。土堆狀似臥牛，故稱「土牛」云。』受限於史料，明鄭時代開墾的土地如何取得，沒有更細節的佐證。另外，伊能嘉矩的土牛也有可能是被清代的土牛混淆了；當時若有土牛，或許在討伐事件的邊界，頂多是局部設置，且以軍事性質居多。明鄭統治台灣共22年，1684年台灣正式納入清朝版圖。荷蘭與明鄭時代的「不許混圈土民田地」及「築土堆以防番害」，延續到清代，成為實行族群治理的基本思維，以避免開墾的土地發生動亂。
台灣納入版圖後，康熙下令製作《皇輿全覽圖》，委託法國耶穌會士，於1714年來台灣測繪地圖，此即《福建省圖》中的台灣地圖，當時僅測繪台灣西半部，反映當時清廷的觀點，東半部視為邊疆並不在統治範圍之內，西部平原則全部納入（雖然中北部絕大部分仍是原住民居住地，漢人僅有零星開墾）。當時尚未實際劃界，僅是形式上的番界，卻預示了番界的雛型。
清代初期的原住民身分主要區分為：土番即向政府納餉的原住民；以及不在統治下的野番。依據康熙24年(1685)蔣毓英的《臺灣府志》：臺灣府轄下的原住民共有2304戶，分為「土番社三十八社」（臺灣縣無土番、鳳山縣4社、諸羅縣34社），共徵餉7888.7582兩；化外野番則稍有認識，「傀儡山內野番七十餘種、南覓社（卑南覓）下通直腳宣（七腳川），...…半線（彰化）以東，上接沙連三十八社（水沙連），雞籠山後，直接三朝（三貂）以上三十六社。」關於「熟番」與「生番」用語的出現是，康熙55年(1716)閩浙總督覺羅滿保的「提報生番歸化疏」，首次同時出現「熟番」與「生番」。康熙56年(1717)周鍾瑄「諸羅縣志」中，「熟番」與「生番」有清楚的定義：「內附輸餉者曰熟番，未服教化者曰生番或野番」，成為固定的用法。至此時期，雖說政府不許兵民滋擾生番，而隨著生番歸化的情節發生，生番範圍逐漸變動，後來要劃分番界內外，主要都是根據當時「熟番」與「生番」間的邊界線。
清初康熙以降，閩南與客家移民逐漸遷徙至臺灣，並與平埔族或其他臺灣原住民在開墾等事務上產生摩擦，尤與生番（高山區域原住民）衝突最烈，時有漢人侵犯土地，原住民出草抵禦的情況。為解決此衝突，清政府決定以番制番的政策治理，承認番民自治地權，自清康熙61年（1722年）起，採漢番隔離政策，官府於入山的重要路口，以立碑、立界方式來規範漢人生活區域，嚴禁漢人超越其區域；此碑界建物為「原漢界碑」（如：臺北市石牌）。並有種種措施來防止漢人侵墾「番地」。此段由台灣番界併入。

## 沿革
康熙23年(1684)清廷正式將台灣納入版圖，但康熙帝對台灣態度是，「得之無所加，不得無所損」。滿清初期只是有限度招徠大陸移民，以填補明鄭軍民遣返大陸後拋荒的土地，康熙帝認為，「臺灣地方多開田地，多聚人民，不過目前之計而已，將來福建無窮之害，俱從此生」。於是，土地政策不鼓勵開墾，「南北路荒地雖多，俱是土番路場，不許土棍人等往南北藉名開墾、擾害土番，方得相安無事」；另一方面，移民管制也越來越嚴，造成欲來台灣民眾上有政策、下有對策，例如持照票來台灣卻不入籍，甚至偷渡；而在此情況下，非法移民無法追蹤、控管，導致了與原先期待完全相反的結果，康熙60年(1721)爆發朱一貴事件。事件後，閩浙總督覺羅滿保曾建議劃界遷民：「臺、鳳、諸三縣山中居民，盡行驅逐，房舍進行拆毀，各山口俱用鋸木塞斷，不許一人出入。自北路起，至南路止，竹土牆高五、六尺，深挖濠塹，水為定界，越者以盜賊論。」不過，平定變亂的南澳總兵藍廷珍等卻認為此作法，將會擾民費工，恐再激起動亂；覺羅滿保才打消此議，只下令立石為界，不准漢民越界，此為倡議原漢隔離的開始。事件發生在臺灣縣與鳳山縣交界處（今台南市與高雄市界的淺山丘陵區），為了防範侵墾伴隨的動亂，於是在有爭議的墾區劃出分界線，一方面承認已墾成的土地，將其劃入界內，以避免墾民反彈；一方面則將爭議地劃出界外，禁墾拋荒虛其地，形成與生番的緩衝區。由此可見，清代番界大都是沿著台灣西部平原東側的淺山丘陵，來劃設生番邊界。
然而禁墾還需要有配套，即限制移民來台灣開墾。回顧康熙年間朱一貴事件以前，雖然有渡臺禁令，但內陸流民來台絡繹於途，且多私越番地開墾，「向為番民鹿場麻地，今為業戶請墾成為流寓佔耕，番民世守之業竟不能存什一於千百」，反映出當時墾殖的情況。事件後，清廷發現鳳山縣來台移民中有入籍者僅十之二、三，於是加強人口管制，除了嚴禁偷渡之外，加強保甲戶籍管控。但是實際上仍有漏洞，其中對於出力平定朱一貴事件的義民特別通融，指令知縣發給「義照」，方便其回籍往返。下淡水溪（今高屏溪）以東客庄，因協助官府平亂有功，除一般禮遇外，無照入境的客民就地合法化取得居留身分，甚至擴張開墾範圍，越過荖濃溪進入阿猴林區至美濃。此時「不許擾害番人」原則並未規範實際情況，屏東平原原屬鳳山八社的土地，任由六堆客庄開墾成為既成事實，後來甚至給予特別待遇，往沿山丘陵開墾新土地，逐步成為界內合法開墾土地。溫振華整理康熙末年至乾隆末年期間的相關奏疏，整理出清廷「十九世紀番界之議論與處置」表，摘要番界的現象與問題，不外乎民人越界私墾及生番威脅嚴重。漢人侵墾與生番出草成為清廷治理台灣棘手的問題，除了劃界隔離政策之外，土地權利也是穩定經濟財源及社會安定需要考慮的因素。
清廷領臺初期「任土作貢，課徵番餉」，沿襲荷蘭時代承認番社產權（番業主權）；初期的低度開墾政策，卻無法杜絕漢人偷渡及越界私墾，於是朱一貴事件後，清廷不得不面對已被漢人大量侵墾的熟番土地，「臺灣奸民私贌熟番土地者，依盜耕本律問擬，于生番內私墾者，依越渡關塞問擬，田仍歸番。」顏愛靜與楊國柱整理清代番地政策與律令康熙的演變：康熙44年(1704)「開墾荒埔地須經官府許可並取得『墾照』；康熙51年(1711)「漢移民移入臺灣，由禁止制改採許可制」；康熙61年(1722)的「勘定諸羅、臺灣及鳳山三縣生番界線」。清廷自此正式將台灣土地分成「界外生番地」及「界內熟番地」，分別以「劃界隔離」和「貼納番餉」不同土地政策應對，來保護原住民土地的權利。
在「界內熟番地」方面，雍正2年(1724)覆准藍鼎元的建議，開放漢人以「貼納番餉」方式，承租原住民土地從事開墾，但不得典賣。乾隆33年確立番大租制，確保番地業主權永遠歸社番所有，確保番地不致流失成為民地。雖然官府一再重申禁止典賣原住民土地，但是民間仍照常交易。到了林爽文事件的善後，乾隆53年(1788)閩浙總督福康安鑑於原住民土地典賣日趨頻繁，奏文建議解除原住民土地典賣禁令，清廷照准後，開啟漢人買賣原住民土地合法化；之後地權型態又逐漸演化，19世紀嘉慶以後，一田二主型態已成型，原住民業主權只是形式上的收租權，而納租方的田主權才實質上支配土地的使用權。
在「界外生番地」方面，採行「劃界隔離」政策。康熙61年(1722)的首任巡臺御史黃叔璥，在離開台灣後於雍正2年(1724)出版《臺海使槎錄》，其中「卷八番俗雜記」的「番界」條目記載：「內山生番，野性難馴，焚廬殺人，視為故常；其實啓釁多由漢人。如業主管事輩利在開墾，不論生番、熟番，越界侵佔，不奪不饜；復勾引夥黨，入山搭寮，見番弋取鹿麂，往往竊為己有，已故多遭殺戮。又或小民深入內山，抽藤鋸板，為其所害者亦有之。康熙六十一年，官斯土者，議凡逼近生番處所相去數十里或十餘里，豎石以限之；越入者有禁。鳳山八社，皆通傀儡生番。放索社外之大武、力力、枋寮口、埔薑林、六根、茄藤社外之糞箕湖、東岸莊、力力社外之崙仔頂、四塊厝、加泵社口、下澹水社外之舊檳榔林莊、新東勢莊、上澹水社外之新檳榔林莊、柚仔林、阿猴社外之揭陽崙、柯柯林、搭樓社外之大武崙、內卓佳莊、武洛社外之大澤機溪口，俱立石為界。自加六堂以上至瑯嶠，亦為嚴禁。諸羅羅漢門之九荊林、澹水溪墘（墘或墈字之訛）、大武壠之南仔仙溪墘、茄茇社山後哆囉嘓之九重溪、老古崎、土地公崎、下加冬之大溪頭、諸羅山之埔姜林、白望埔、大武巒埔、盧麻產內埔、打貓之牛屎阬口、葉仔阬口、中阬仔口、梅仔坑山、他里霧之麻園山腳、庵古阬口、斗六門之小尖山腳、外相觸溪口、東螺之牛相觸山、大里善山、大武郡之山前及內莊山、半線之投拺溪墘、貓霧拺之張鎮莊、崩山之南日山腳、吞霄、後壠、貓裏各山下及合歡路頭、竹塹之斗罩山腳、淡水之大山頂、山前並石頭溪、峰仔嶼社口，亦俱立石為界。由雞籠沿山後山朝社、蛤仔難、直加宣、卑南覓，民人耕種樵採，所不及往來者鮮矣。」根據黃叔璥的紀錄，福建當局於靠近生番土地，總共豎立界碑五十多處。此時尚未有確實劃界的番界，隨著漢人積極開墾的腳步，番界不僅具體化還不斷異動。
康熙年間立界碑的方式無法阻擋漢人拓墾的壓力，番界事件始終不斷。乾隆9年(1744)福建布政使高山來台灣勘查後建議，將熟番安頓於界外，利用其人力把守隘口，高山提案獲准，此即柯志明所稱的「三層制族群分布制度」：「生番在界外內山，漢人限制在界內，而熟番則居間分布於進山的界外平埔。」早先豎立界碑只坐落於分散的地點，若要安插熟番於界外守隘，就必須先勘定邊界線。在歷經數度波折後，乾隆15年(1750)終於完成定界，是為紅線。紅線沿用康熙61年(1722)的立碑舊線，僅就當時民番分界碑的實存狀態，作必要調整。而幅員遼闊的淡水廳（大甲溪以北），僅由12處界碑增至18處，尚無法連成一線。由於中部彰化縣的界線仍飄移不定（位於今台中到南投的麓山帶），漢人越界私墾仍層出不窮，需要有明確地形為憑，於是乾隆25年(1760)淡水廳與彰化縣重新定界，是為藍線。藍線配合硬體設施，在無地形特徵處，挖深溝、堆土牛，使界線更明確。另外，清廷落實高山規劃的三層制：沿山設置隘寮，派遣熟番把守；原界外土地只保留給熟番，永遠不許漢人耕種；彰化縣新舊界之間（紅藍線之間）的土地撥熟番收租，作為把守隘寮的口糧。
清代台灣社會的發展，反映著官府與生番、熟番、漢人族群間不斷演變的互動關係。乾隆48年，漢人為了爭奪界外土地，發生嚴重械鬥殺人事件，官府不得不面對解決。經過清查界外土地後，乾隆49年(1784)擬定一條新界，將發生問題的界外土地納入界內，是為紫線。這些納入界內的界外田園，擬定的處理方式：無非是充公，或比照前例（紅藍線之間土地）由熟番收租。由於漢人關說各級官員，企圖改變提案，以致懸而未決；隨即乾隆51年底（1787年初）爆發台灣清代最大的民變─林爽文事件，界外武裝集團造反。事件平定後，清廷將原有的隘番制改為屯番制，挑選隨同征剿民變的熟番組織番屯，作為防守邊界、維護治安的武力，並將界外近山土地撥給屯番作為養贍埔地自墾自耕，撥充屯番糧餉。官府再度丈量及分配界外土地，乾隆55年(1790)釐定新界，是為綠線。〈閩浙總督伍拉納奏為籌議臺灣新社屯所分撥埔地事宜摺〉提到，「茲據臺灣鎮、臺灣道等請以此次清查歸屯地段為準，或抵山根，或傍坑崁，令地方官揀用堅厚石料，豎立碑界，詳開年月地方，大書深刻。並稱存稱原圖，從前以紅、藍、紫色畫線為界，今即添畫綠線，以別新舊。」綠線幾乎將台灣西部耕地都劃入界內，依照柯志明的研究發現，在舊界（藍線）與新界（綠線）之間的田園埔地，未必都保留給屯番自耕，也未禁止漢人移入佃耕，甚至有漢人以業戶身分持有土地。官府顯然已經沒有阻擋漢人的界外開墾，進入十九世紀，陸續出現明目張膽的越界開墾，如蘭陽平原和埔里盆地。
清末的牡丹社事件和清法戰爭等外在壓力下，清廷必須將內山也納入統治，開始施行開山撫番政策，於是廢除番界政策，成立撫墾局，意圖積極開發界外，卻遇到原住民頑強抵抗，直到1895年台灣割讓給日本，開山撫番都成效有限，只得黯然退場，於是番界就此定格在綠線。
明治28年(1895)日本臺灣總督府施行民政，沿用清代撫墾局功能，設置撫墾署，積極開發山林，頒布「官有林野及樟腦製造業取締規則」，於是屬於清代界外的「蕃地」成為官有地，高砂原住民（生番）瞬間喪失土地權利，從此只能使用官方指定一小部分的「高砂族保留地」（無所有權）。至於清代界內則劃為一般行政區，平埔原住民（熟番）與漢人一視同仁，從此喪失其原住民身分；明治37年(1904)廢除大租權，熟番連收租的業主權都無法主張。縱使在番界內外熟番與生番各自命運不同，台灣原住民從此都成了邊緣的弱勢族群。

## 地圖
清代的輿圖與番界圖都是山水畫法，與現代地圖的比例尺畫法不同。清末出現來自西方人的台灣地圖，包括李仙得繪製的〈福爾摩沙島與澎湖群島圖〉和長老教會的宣教地圖，才出現符合比例尺的番界地圖。日本時代1913年編制〈五十萬分一臺灣蕃地圖〉在族群分類、部落位置，及總督府布設的隘勇線、駐在所，也有簡要而清楚的呈現。從西方人與日本人所繪的地圖，反映出清代的番界大抵定格在綠線，僅有局部的小異動。雖然這些現代地圖有呈現出番界的概況，可惜都是小比例尺的地圖，無法深入探索番界各地區、各區段的詳細面貌。在番界遺落兩百年後，才終於出現重新揭開番界面紗的行動，一場橫跨三十年的漫長過程，從起頭的田野調查與解析開始，歷經檔案地圖的發掘及檔案史料的專研，到當代地圖科技的應用，終於可以還原清代番界，在地域社會、土地拓墾、族群關係等諸課題中所扮演的角色。
1988年施添福開始在竹塹地區田野調查，研究漢人散村聚落形成的機制，偶然機會於今之桃園市八德區大安里（大湳庄）羊稠仔，「看到實實在在的土牛溝，它的規模，特別是它的長度，瞬間意識到它可能存在的歷史意義。竹塹地區散落一地的磚塊（聚落），終於逐漸砌造竹塹地區歷史地理發展圖像的材料。」1990年施添福發表研究成果，以清代乾隆的番界，將清代竹塹地區分成三個人文地理區（由西而東）─漢墾區、保留區、隘墾區，揭開番界研究的序幕。
1991年中央研究院傅斯年圖書館發現一幅番界圖，圖首有段文字：「圖內民番界址，以紅線為舊定界，以藍線為新定界。臺、鳳、諸三屬用紅線，原其舊也；淡防屬向無通身畫界，只山口設碑也，今依新定界用藍線；彰屬則于舊界外間置新界，故紅、藍並用。」根據施添福的考證，此幅極可能是乾隆25年(1760)清釐番界時所繪製（以下簡稱中研圖），這是清代土牛紅線、藍線定址的歷史佐證，成為清代台灣番界政策研究的重要史料。
柯志明循著施添福「竹塹地區三個人文地理區」的基礎，提出「三層制族群分布制度」，來詮釋清廷的族群政治，是此時期卓著的研究。從熟番地權切入，將地權的空間分布，關連到清廷的番界政策及執行，探討在官方的保護政策的消極與積極之間，如何影響熟番地流失給漢人的管道；並針對中部岸裡社熟番為案例，作了細緻的分析。施添福在竹塹之後，也將其「地域社會」的研究方法，運用到清代屏東平原，探討客家人、福佬人如何進入鳳山八社領域；對於不同族群間的空間分布及移動及該地區番界的演變，作了鉅細靡遺的鋪陳。
2011年北京故宮博物院金衛東來台灣，到中央研究院臺灣史研究所（以下簡稱臺史所）演講，介紹並展示一張乾隆朝的大型山水畫地圖複本，原題名「臺灣田園分別墾禁圖說」（以下簡稱「紫線圖」）。如前節沿革所述，緣於漢人爭奪界外土地，清廷意識到番界的問題，而進行調查勘界，此圖即是乾隆49年(1784)清釐界外埔地後所繪製，並劃出紫線番界。此圖以乾隆25年(1760)的番界圖為底，強調沿山界內和界外地區勘界的成果；圖上方並有14,000餘字的四縣一廳圖說，說明了乾隆25年至49年間番界內外開墾的狀況。由於紫線圖的重點在番界內外的清丈，雖然海岸和平原的部分比較簡略，但是番界的部分相當仔細準確，還原了乾隆25年從紅線到藍線的界外開墾狀態，更詳細註明沿山的界址與變動。紫線圖還來不及被清廷認可定案，不久即爆發林爽文事件（乾隆51年），由於紫線圖具體反映事件前沿山開墾的狀態及番界線，故成為事件後乾隆55年(1790)清廷所施行番屯制的規劃藍圖。特別是當前綠線圖未獲的情況下，紫線圖的史料價值彌足珍貴，因此在獲得此地圖後，中研院臺史所特別組成工作坊，來解讀及研究「紫線圖」，四年後出版「紫線番界：臺灣田園分別墾禁圖說解讀」（以下簡稱「紫線書」），成為台灣史研究的重要參考資料。
紫線圖出土補充乾隆末年番界開墾狀態，提供更多界外私墾的細節，讓柯志明補足「三層式族群空間體制」，從紅線的肇始、藍線的落實、紫線的過渡、到綠線的轉化，番界演變過程終於有完整的輪廓。柯志明繼續過去的研究基礎，充分運用其解讀史料的能力，針對紫線圖番界內外各地區，以土地連結到人事，來述說漢人各階層、熟番各社群之間多元族群互動的精彩歷史故事，寫成番界開墾史的「熟番與奸民」三巨冊，為台灣歷史書寫樹立一個里程碑。柯志明還運用中央研究院地理資訊科學研究專題中心（GIS中心）的「臺灣百年歷史地圖」 （页面存档备份，存于），將番界圖的研究成果疊合到現代地圖─「乾隆臺灣番界」圖層（全稱為「乾隆臺灣番界地理資訊系統」，以下簡稱「番界GIS」）；並將清代老地名連結到當代聚落，提供給研究者可按圖索驥。
紫線圖另一重要資訊是，乾隆末年番界開墾狀態，有當時官方土地清釐的成果。因此，前面提到的紫線書，整理了乾隆49年(1784)各廳縣（鳳山縣、臺灣縣、諸羅縣、彰化縣、淡防廳）的界外侵墾和界外准墾土地，將各塊土地的座落、面積甲數、墾戶名和所屬番社，整理成表格。另外，紫線書也分別針對各廳縣的原圖的圖說文字，以印刷體重新排版作對照，以及解讀其內容和地名所在；地圖的部分，包括重繪地圖且圖中文字改以印刷體呈現，很容易與原圖對照，並附上現代GIS地圖，並標出番界線和所有出現的地名。紫線書將原圖龐雜的資訊有效地攤開到讀者眼前，很容易閱讀及查閱。
2013年出現一幅長卷軸番界地圖（這是旅法侯家的收藏，可能購自法國舊書攤，來源已無法追蹤。），卷軸上貼有題箋─「御製平定臺灣□□地理指掌全圖」（中間兩字脫漏，以下簡稱「御製圖」），從紙質和內容來看，是真品無誤，於是國立臺灣歷史博物館展開研究，經判讀、轉譯後成書出版─「十八世紀末御製臺灣原和界址圖解讀」（以下簡稱「御製書」）。研判這幅地圖的內容，所描繪的番界是介於乾隆46年至52年間的最新狀態，雖然只畫紅線與藍線且沒有紫線，與紫線圖的紅藍線非常相近，兩者是可用來互相交叉比對的史料。御製書的主要內容是，將御製圖的所有地名，加以轉譯到現代地圖，並且製作表格，與中研圖、紫線圖的地名作對照，也提供今址作參考。
二十一世紀資訊與網路科技，給歷史人文帶來新工具，柯志明利用現代的地理資訊系統，將乾隆臺灣番界不同時期的紅線、藍線與紫線，套入現代地圖，如前所述的「番界GIS」；除此之外，柯志明還利用日本時代地籍圖套疊現代GIS地圖，並配合實地勘查，考證並確認乾隆25年官定的「清釐臺屬漢番邊界地圖」上標示及註明的16處土牛溝位址。綜合紫線書、御製書和番界GIS，可追溯康熙61年界碑、乾隆25年紅藍線到乾隆49年紫線，由舊地名到現址可相互參照，揭露各段番界不同時期的面貌。

## 設施
隨著清代地圖陸續出土，每一塊拼圖都有助於拚出滿清時代的社會圖像。由於番界綠線圖尚未出土的情況下，目前紫線圖（乾隆49年/1784）最能呈現清代番界政策的總成果，且具體反映了當時的政策規劃狀況；較早的中研圖雖有缺漏，仍多少反映了紅線（乾隆15年/1750）、藍線（乾隆25年/1760）時期的狀態；御製圖繪製時間推測在這兩幅地圖之間，可補充紅線、藍線變遷的過程。綜合這三幅番界圖可觀察到番界上的設施有：界碑、土牛、望樓、隘寮，這些設施並非一步到位，而是隨著番界上局勢的演變，清廷在政策不斷地修正補充下，逐步建置番界設施，付予所需的邊防功能；而且隨著台灣由南而北的開墾進程，番界設施的布局會因地而異，並非同時實施且因地制宜。
康熙年間的開墾政策相對消極，在朱一貴事件後，只是劃界立碑、隔離生番。隨著開墾範圍擴大引起番害，雍正年間雖然仍以劃界隔離為止，但增強法律手段，「更定嚴例，劃定生番界，不許番民出入販賣物件」；若有違反，「置以重典」，以期能明確歸責於民或番。既然定了界線、有了刑罰，就需要巡邏稽查來執行。由於台灣兵力有限，官府不得不善用民間丁壯；乾隆9年(1744)以前，當時民壯係由巡檢帶領，巡察沿山、沿海地帶；由於汛兵仍不敷分撥，在乾隆9年12月(1745)福建布政使高山密奏「臺郡民番現在應行、應禁事宜」，奏准之後番界事務有更具體的措施。臺灣官府可能就此開始實施，「請令該處營汛弁兵、各土目、通事，加謹巡察。」不久之後，朝廷認為劃界一事，臺灣府虛應故事，要求進行勘界，當時基於「民番接壤之地，原無關隘可以限制，不過就山麓草埔，意為區劃……必按山川之形勢，視道里險易，扼塞居要，使漢民實有不能偷越之勢。」此議似成為接下來依地理形勢做為劃界的原則，首先劃定紅藍線，並依地形順勢立界碑、築土牛。乾隆19年(1754)「今歲鎮、道督令文武餘生番出沒隘口多搭寮舍，撥熟番防守，復於附近安設弁兵監督，以熟番防生番，以官兵制熟番，使不致互相勾結為患。」這可能是熟番守隘自此開始施行於各地，各地設隘並非同時施行。自此之後，清廷的番界政策逐步邁向制度化，乾隆49年(1784)紫線以前官府的作為，有助於瞭解番界的演變過程。
乾隆40年至43年間(1775-1778)擔任台灣知府的蔣元樞留下珍貴文獻─「重修臺郡各建築圖說」（以下簡稱「蔣圖說」），記錄了任內的建設。其中的「鼎建傀儡生番隘寮圖說」，雖然是屬於鳳山縣的隘寮建設，但這是有具體隘寮規制的寶貴文獻，有助於我們瞭解番界設施的布局；蔣圖說中另外還有全臺灣各縣廳的望樓建設，這是更早就有的防禦設施。蔣元樞建設的時間是落在紅藍線與紫綠線兩時期之間，不僅建置了番界上的硬體設施，強化番界的邊防政策；另一方面，這些施政也影響到番界內外的土地利用及族群關係。以下利用蔣圖說並配合前節的番界圖，來呈現番界上的諸項設施，包括望樓、隘寮、通事寮、土牛和界碑。
清代於貼近生番隘口或民庄，設立望樓，由熟番與漢民輪流前往巡察，已如前所述，最早出現建議設置望樓的官方文獻，是乾隆11年(1746)。望樓不只建於番界，蔣元樞將其納為全臺防務建設的一環，選擇地勢險要、僻路曠地、或依山傍水等處，興建作為防禦設施。依照蔣圖說，全臺望樓建設總共有：臺灣縣26座、鳳山縣18座、諸羅縣51座、彰化縣48座、淡水廳25座（未說明此為新建或改建）。臺灣縣、鳳山縣和諸羅縣的望樓規制：「四圍築石圍墻，各高八尺環雉堞，中設望樓高五尺餘，樓下各蓋草寮以避風雨。」彰化縣的望樓：「周圍石墻各高丈二，中實以土砌磚樓於其上，較台鳳諸三縣更稱完固。」淡水廳望樓「規制更勝於彰邑，而派丁輪巡則與各縣同。」望樓是番界上的較早的設施，例如枋寮隘望樓。在番界圖上的望樓圖案，有些是單獨出現，有些則是與隘寮名稱搭配漢人民居圖案併立，都表示這是屬於防禦設施。
隘寮是更完備的防禦設施，在各幅番界圖中的圖像，有的是磚石或木柵所圍的民居，有的是民居與望樓併立，也有只繪望樓圖案者；不同圖案有可能是表示不同的部署（但也有可能只是因為沿用不同繪製階段的圖層）。最早出現隘寮可能是在乾隆19年(1754)前後，閩浙總督喀爾吉善有提到「北路一帶，每歲秋冬之間，內山生番逸出焚殺，為害商民，今歲鎮、道督令文武於生番出沒隘口多搭寮舍，撥熟番防守，復於附近安設弁兵監督，以熟番防生番，以官兵制熟番，使不致互相勾結為患。」清代隘寮的設置可能就由此開始。
依照蔣圖說所言，在他上任前鳳山線段番界已有隘寮，推估大約建於乾隆19年(1754)至乾隆42年(1777)之間。乾隆42年(1777)蔣元樞所推動的番界改革規劃，與之前不同的是，為熟番建造住屋，並付予免稅旱園耕種，有建立永久庄社的意圖（也有可能有些是既有庄社）。根據蔣元樞的「鼎建傀儡生番隘寮圖說」，於鳳山縣番界所興建的隘寮，「除舊有之糞箕湖、巴陽庄、新東勢等四隘，仍照舊址改建外，其山豬毛隘移於雙溪口、武洛隘移於佳臘埔、枋寮隘移於毛獅獅，並添建大路關、毒口溪等三隘，新舊共計十座。……外則砌築石墻，濶五尺、高八九尺及一丈不等，週圍約計一百二十丈及一百四五十丈不等，中蓋住屋五六十間，亦有八九十間者，俱照社番居屋建蓋，仍撥鳳邑所轄之阿猴、武洛、上淡水、下淡水、搭樓、茄藤、力力、放索等八社熟番住守，併按地勢之險夷，酌派番丁之多寡，連眷同居，以堅其志，附隘埔地，聽其墾種，以資衣食，分立界址，以杜佔爭。」如此龐大的聚落建設，經費來源並未在文獻留下記錄，但是圖說有提到「衿民樂從，捐銀輸料，爭先恐後」，亦即有民間捐輸，此訊息透露出番界的土地開發可能有經濟利益。
在歷史上的清代隘制經常會與熟番連結，但是不能忽略不少區域早有漢人開墾，官府也有利用漢人防守邊界的作法。在蔣元樞的「鼎建傀儡生番隘寮圖說」中畫了五座漢人「通事寮」，而且畫在界外。蔣圖說有提到，另建通事寮房六所（於界外），「周圍以木為柵，柵內蓋屋四五六十間不等，令生番通事攜帶壯丁守禦，與熟番互為聲援；又令近山居民大庄則設望樓二座，小庄一座，每樓派三四人，日則遠眺，夜鳴鑼柝，每月自朔至晦預期泒定大書望樓之上以專責成，如有生番踪跡，即行鳴鑼各庄聞鑼互相救援。……明訂生番交易日期，則透漏自絕，實于杜絕生番之中，兼寓防奸除弊之意。」當時已有庄勇與官兵共同防守番界的作法，這固然是要以民間力量彌補官方兵力不足；不過，在番界上設隘的目的，與其說是與生番攻防的戰線，其實更像是漢番交易的通道。整體番界邊防佈局的構想在蔣圖說中也有說明，「既分地以裕隘番口食，復豎界以息隘番紛爭，番散難馭，設隘首以歸約束，丁眾難防，住通事以專稽察，且稽察漢奸牽娶番婦，則諸弊可杜。」官府提供經濟誘因，搭配適當的管理措施避免動亂，來達到官民合作邊防的目的。蔣圖說是目前所見清代番界邊防佈局最深入的描述。
蔣元樞的「鼎建傀儡生番隘寮圖說」也有提到土牛：「從前雖以山根溪溝為界，但山形起伏不一，水溝衝徙無常，日久恐有混淆，應照北路規制，建立土牛，俾民番永遵。」由此可見，土牛是從北路開始闢建，為解決當地界外私墾問題。乾隆23年(1758)官方開始查勘北路的彰化縣和淡防廳「原定舊址，併民人侵越私墾處所」，針對界外已開墾的土地，若是「迫近生番」則劃為界外；除非是「無生番出入」之地才劃入界內；土地如果被劃為界外，民人田園需立即遷入界內。當年淡水廳和彰化縣田園、埔地遭劃出界外者，包括拳頭母山官庄的內凹、暗坑仔、七張犁、五塊厝、內湖、霧裡薛埔等處和水沙連的清水溝，都是距生番20至30里不等，此距離可視為「迫近生番」的標準。
乾隆26年(1761)終於完成土牛界線工程，即習稱的藍線。彰化縣的土牛「於車路、旱溝之外相距不遠，把各有溪溝水圳及外山之根，均離生番所居內山五、六十里不等，向無生番出入，堪以永遠劃界。其與溪圳不相連接處，則挑挖深溝、堆築土牛為界，永不致再有侵越」；淡水廳則「酌量地處顯要，於依山傍溪之處，即以山溪為界；其無山溪處，亦一律挑溝堆土，以分界限。」依照柯志明換算結果，官定溝牛的構築標準：溝寬3.84 公尺，牛闊3.2 公尺；利用現代地籍圖推估，構成土牛的間隙地橫寬可達8公尺，溝寬可達4公尺，但遺跡的實際寬窄不一。官府明訂界線後，「凡淡水廳、彰化縣二屬逼近生番內山之各地方悉行劃出新界之外，其田園埔地盡皆退為荒埔還番，聽該番自行管業，永不許漢人贌墾及巧借雇工名色招徠漢人代為耕種」，於是形成熟番專屬中間地帶，即是後來劃為熟番守隘的養贍埔地，大多位於藍線與紫線之間的地帶。
上述的土牛其實都未標在各幅番界圖中，只有御製圖在鳳山縣番界有標出土牛。乾隆46年(1781)有奏報，依蔣元樞的建議，按照北路規制，南路土牛溝與隘寮完工：「應行添建改設各隘寮木柵共十六處，同應築土牛八十一座，及挖挑寬深溪溝，督飭各委員趕辦完竣，業已撥番分住，給地墾種。」在紫線圖中鳳山縣並未繪出土牛，或有可能紫線圖的重點在清釐界外土地，因此省略了鳳山縣新完成的土牛；又或者鳳山縣的土牛並未完成，御製圖所呈現只是規劃。無論如何，由於沒有其他地圖與文字佐證，現地也找不到遺留，目前尚無法考查鳳山縣番界的土牛之位址、長度及規模。
從黃叔璥的界碑，過渡到紅藍線的土牛與隘寮，最後到紫綠線的番屯，番界演變可分為三個階段。康熙61年(1722)的番界線僅立石為界；乾隆15年(1750)定界的紅線（由鳳山縣到彰化縣）沿用康熙年間的界線，由南路鳳山縣往北只劃到彰化縣；乾隆25年(1760)的藍線，在彰化劃出新界線，彰化縣以南的紅藍線相同沒變，彰化縣以北則只有藍線。這是從紫線圖中可以觀察到紅藍紫線的情況。如果再看紫線圖上的番界址：只在中南部的紅線所標的是「界碑」，只在中北部的藍線所標的則是「舊定界」，而紫線則標為「新定界」。紫線圖是以過去的番界圖為底圖，所以各縣廳的格式不一，例如諸羅縣就只有標「界址」二字，未註明地名。可能此時界碑已不是劃界的主要工具。由於紫線圖專注在清釐土地，包括藍線與紫線之間及界外的土地，所以僅針對藍、紫線標出舊、新定界。圖中的紅藍線或許並非當時製圖的重點，仍可供我們參考，配合其他史料作交叉比對之用。或許藍線時期（乾隆25年）以後，土牛與隘寮逐漸成為辨識番界址的主要地貌。
18世紀初左右之清乾隆時期，由於福建與廣東省東部開發已飽和，大量閩南人和客家人移民蜂湧來臺，與高山族原有碑界已經不能區隔漢人與原住民的邊界，整個民族界線已經向東方移動，清朝衙門決定另加以新的天然山川為新界線，又在交通要衝而山川不明顯之地另外「挖溝推土」方式，構成新的原漢界線，這便是「土牛紅線」。土堆俗稱「土牛」，加上深溝，故稱為「土牛溝」。除此，又因地圖上，常以紅線延伸其土牛溝所設置區域，因此又稱為「土牛紅線」，簡稱「土牛線」。在臺灣，也有多處地方直接以土牛作為地名，代表乾隆早期位於土牛界沿線。土牛界線做為分界的原初構想，以西為漢人、以東為歸化的平埔族、再往東自山腳起則為未歸化的族群。乾隆時期，土牛界線隨著漢人的拓墾資及清廷的開放，曾多次調整，所以在1750年畫出紅線後，乾隆中晚期，1760年另外又畫出「藍線」、1784年畫出「紫線」（紫線只見規劃，未曾定案）、1790年畫出「綠線」來取代土牛紅線。而往內山移動新畫出的界線調整為以西為漢人、歸化的平埔族與移住的屯番。:47-49到了嘉慶年間以後，朝廷不再畫線，漢原界線往往另以台灣各地「隘勇線」取代了前述的各條舊界線。台灣清代的土地拓墾係由南而北展開，各地區的原漢互動關係，會與當地土地開發深淺狀態和人員投入多寡熱度有關，而官府的番地政策也因應各地區所面臨的問題而逐步調整，於是各縣廳有不盡相同的發展歷程，例如隘寮和土牛反而在北路先於南路施行。以下就各縣廳來看番界的變動以及設施的建置狀況。此段由台灣番界併入。
今臺灣桃園市楊梅區或臺中市石岡區等地仍可見土牛界線遺跡。另外，許多地名且與土牛界線有關，如：新北市土城區、桃園市平鎮區土牛溝、新竹縣竹北市隘口里、苗栗縣頭份市及西湖鄉、臺中市石岡區土牛里、臺中市東區十甲里及東信里也有土牛的地名。 關於土牛溝的現址考證方法，另有學者李宗信，利用日本時代的土地申告書與GIS軟體進行地理編碼(GEOCODING)，取得更精確的現址考證論說。此段由台灣番界併入。

## 紀事
台灣清代的土地拓墾係由南而北展開，各地區的原漢互動關係，會與當地土地開發深淺狀態和人員投入多寡熱度有關，而官府的番地政策也因應各地區所面臨的問題而逐步調整，於是各縣廳有不盡相同的發展歷程，例如隘寮和土牛反而在北路先於南路施行。以下就各縣廳來看番界的變動以及設施的建置狀況。

### 鳳山縣
鳳山縣的番界位址，大抵沿著現在屏東縣的沿山公路（185縣道）西側，由南而北沿路經過枋寮鄉、佳冬鄉、新埤鄉、潮州鎮、萬巒鄉、內埔鄉、高樹鄉到美濃鎮，以楠梓仙溪為鳳山縣與台灣縣的分界線，溪對岸的旗山隸屬臺灣縣。紫線圖中此段番界的格式與其他縣廳不同：有密集的界碑、隘寮和望樓之圖案，各地點並標出「離山X公里」；御製圖更有標出土牛。此段的紅藍紫綠四線大部分段落都重疊，即番界線少有異動，但不意味著番界佈局沒有變化。
乾隆42年(1777)蔣元樞的「鼎建傀儡生番隘寮」建設（參考前節），將原有的無居所六隘，擴增成十座且興建隘寮住所。李文良觀察到，其中枋寮隘本為放索社把守，移建於毛獅獅卻交給茄藤社；其實後來的紫線圖中枋寮隘望樓依然存在，枋寮始終都是放索社的勢力範圍；而茄藤社很可能早就在毛獅獅那片土地拓墾，才有此安排。另外，蔣圖說的毛獅獅隘與紫線圖未出現的茄藤埔隘，都畫在放索社的南邊；而在紫線圖中，毛獅獅隘又與新出現的加匏朗隘並排，移到偏北的萬巾庄隘南邊。蘇峯楠觀察到，毛獅獅隘與姜埔林隘無論是隘丁數和墾地都是此區域最多的，所以此期間的變化隱含著番界守隘的更新調配，甚至可能是因應越墾行為所作調動。因此，鳳山縣番界看似紅藍線重疊沒有變動，其實在社群移動開墾與官府調整守隘配置之間可能有關連，甚至各番社群間可能有此消彼長現象。以下再從鳳山縣番界上的設施佈局，來觀察鳳山八社從紅藍線到紫綠線時期的過程。
從紅藍線（乾隆25年）到紫線時期（乾隆49年），鳳山縣番界已逐漸形成聚落。雖然原有的枋寮隘被毛獅獅隘取代，但是枋寮隘望樓卻仍出現在紫線圖中，枋寮已經由守隘發展成庄社。清代台灣沿山地區的「隘口」做為治安防守的功能，大都位於河川從山區進入平原的位置，而非深入番地山頂制高點（如日本時代的隘勇線及其駐在所係攻擊前進作用）。清代設置邊防的「隘口」位址，出現在官方文獻的經常是，例如「枋寮口」（士文溪谷口）、「雙溪口」（口社溪注入隘寮溪處）。清廷於台灣番界設隘寮及望樓作為邊防功能，在經費與兵力不足的情況下，由「莊民與熟番共相守禦，而文武員弁各督兵役，梭織巡查」，成為地方治理的作法。然而鳳山縣的「隘」與其說是臨時性的邊防駐軍，其實更像是將聚落建置成防禦體系，無論是強化既有聚落或建立新聚落，似有拓墾的意圖。這套「隘制」模式還運用到紫線時期的番界土地規劃，後來發展成紫綠線的番屯制。
施添福在紫線圖出土之前，已針對屏東平原番界的建立及演變過程，作了詳細的考查，以下搭配紫線圖，來說明鳳山縣番界的演變過程。康熙61年(1722)立石劃界封山，屏東平原近山有19處，此時禁止漢人越界，不過此界線卻繞過客家義民已墾地，同時又切斷客家在武洛溪以南繼續發展。雍正2年(1724)官員曾積極進入界外，招徠生番歸化，總共招徠山後65社願附版圖；雍正3年下半年起，卻發生多起傀儡番出山擾害事件，地方官員動員番壯進剿，但雍正帝認為根本之道是，應該避免族群混雜。雍正7年官府「照原立石碣，督令裁插莿桐、莿竹」，將「立石」擴充成「竹界」，成為全台第一段實體番界；自此以後，直到清末開山撫番，未再出現大軍入山剿懲生番的事件。雍正12年還擬定更周全的辦法，嚴格審查入山工匠身分、人數，明定伐木數量和運出額數，同時與生番「公平講定價值，或需銀兩、或需鹽布，任番所欲，照數給發。」雍正7年所施行的劃界隔離政策，即放棄剿撫，改成為以明確番界線，防止生番或漢人越界。
雍正10年(1732)北路的大甲西社事件，南路吳福生乘機豎旗造反，官方借用客家民團平亂，於是乾隆元年(1736)官府允許義民林豐山等招佃入墾界外瀰濃河谷平原（今高雄市美濃區），但需付給熟番墾底銀做為條件；此安排導致了康熙61年(1722)原定邊界向東推移，這是屏東平原在乾隆55年(1790)綠線設屯前，唯一的番界移動。乾隆初期喀爾吉善擔任閩浙總督時，徹底執行族群隔離政策：乾隆11年(1746)為了抑制客家勢力「連結親故，侵奪番地」，奏請「將攜眷過臺之處，勒限一年，永行停止」，避免其繼續擴張；乾隆12年致力於清釐邊界，全島立界共73處，其中有43處位於屏東平原，開始全面性的劃界隔離。乾隆15年止所確立界址，即為紅線，屏東平原的番界未有變動（藍線時期所清釐的番界區域都不在屏東平原），亦即鳳山縣的藍線與紅線相同。
乾隆19年(1754)前後，喀爾吉善有提到「北路一帶，每歲秋冬之間，內山生番逸出焚殺，為害商民，今歲鎮、道督令文武於生番出沒隘口多搭寮舍，撥熟番防守，復於附近安設弁兵監督，以熟番防生番，以官兵制熟番，使不致互相勾結為患。」隘寮的設置就此展開。乾隆22年喀爾吉善故世，會勘民番界址及清釐臺屬邊界的工作仍持續進行；乾隆26年在北路開挖土牛溝和堆築土牛。此期間南路屏東平原究竟何年開始以熟番守隘，目前出土的文獻尚無答案；依據《重修鳳山縣志》對乾隆25年疆界的描述，屏東平原番界由北而南的地點：旗尾溪、彌農山、中壇庄、龍肚庄、龜仔頭、阿拔泉、大澤磯、大路關、高朗朗、檳榔林、加走庄、糞箕湖、枋寮；沿著這條番界東側，乾隆20年以後，陸續派鳳山八社，進入沖積扇帶，在谷口附近搭寮守隘。此一連串措施令鳳山八社進入客家地域東側的沖積扇帶守隘，也使得客家難於向東擴張，只能困守在康熙末年所建立的固有領域。乾隆40年蔣元樞任臺灣知府所施行的「鼎建傀儡生番隘寮」，已如前所述：屏東平原沿山一帶，廣建隘寮，派撥鳳山八社攜眷同居；並配給隘埔，讓其自耕自食；逐漸形成平埔熟番新聚落。
針對乾隆49年紫線圖的隘寮佈局，施峯楠比對紫線圖與蔣圖說，前節已有討論，十座隘寮中有異動的是毛獅獅隘、加藤埔隘、加瓠朗隘等三座隘寮，在蔣圖說（乾隆42年）中前兩者皆在最南端，即薑埔林隘南方，約今屏東縣枋寮鄉新開、天時、內寮、隆山等村一帶。在紫線圖（乾隆49年）中，毛獅獅隘移到萬巾庄隘與糞箕湖隘之間，而加藤埔隘不見了。根據紫線圖的圖說，毛獅獅隘由茄藤社把守；蘇峯楠認為，原先蔣元樞規劃由枋寮隘移建的毛獅獅隘和加藤埔隘，皆由茄藤社把守，後來兩者整併合一，往北調整到同樣由茄藤社把守的糞箕湖隘北邊，而鳳山縣番界的最南端則變成由薑埔林隘防守，毛獅獅隘與薑埔林隘或多或少有繼承消失的加藤埔隘之員額。另一個新增的加瓠朗隘與其北方的萬巾庄社都是由力力社把守，亦即力力社往南增加一座新設隘寮。從蔣圖說到紫線圖的差異，反映出此期間官府所作的調整。
乾隆51年(1786)林爽文事件後，清廷實施番屯制，挑平埔熟番四千名為屯丁，並將界外土地撥給屯丁作養贍埔地；乾隆55年正式實施。其中南路屯的放索社大屯、塔樓社小屯和新港社小屯，由鳳山八社和台灣縣的新港社、卓猴社和大傑顛社等11社組成，共有屯丁一千名。施添福整理出，鳳山縣內的屯丁組成及其分配的養贍埔地之所在和面積[1]，這些土地大都分布在屏東平原沿山地帶。紫線圖所清釐出來的界外私墾地，分成界外禁墾和界外准墾兩部分。施添福的整理係運用日本時代的調查資料，來推測清末（十九世紀末）的地權狀態；紫線圖是乾隆49年(1784)清釐土地的結果，兩者所涉及的地區應該在同一區域，但是兩相比對，無論是地名或土地，其中僅兩筆相同，其他很難一對一對應，落差很大，還需要更多研究。從乾隆42年蔣元樞的隘寮佈局，繼而乾隆49年紫線圖的土地規劃，最後才成為綠線時期的番屯區。紫線後發生林爽文事件，之後推動番屯制時，至少界外禁墾土地有作分派，此即綠線；又經過了百年，期間此區域應該還有不少變動，才成為日本時代生番界的起點。

### 臺灣縣
臺灣縣的番界位於古稱羅漢門的地區。康熙61年(1722)的朱一貴事件，羅漢內門（今高雄市內門區）是反抗分子的主要藏匿地區，事件後清廷駐紮重兵，並將原駐臺灣府城的臺灣縣丞移駐此地，做為臺灣縣邊區的行政中心，於是發展成鳳山縣與諸羅縣的交會地帶，使得此段番界可說是特例。在紅藍線時期的番界界址只有九荊林和澹水溪墘，以羅漢外門（今高雄市旗山區）的淡水溪（楠梓仙溪）為界；而位於淡水溪西岸的內門旗山北半部，則因應朱一貴事件而被劃出界外，包括西邊的二仁溪也在禁墾之列。但是進入乾隆後期，開墾區域已分別由二仁溪和楠梓仙溪流域的各支流往上游擴張，番界遂沿溪往北、往東移至紫綠線界。
羅漢門清代初期原屬於諸羅縣。此地區係由臺灣府城（今台南市區）往東越過新化丘陵後通往內山生番地的要地，成為護衛臺郡的邊防要地，往北可通諸羅縣的大武壠，往南可通鳳山縣的阿猴林。康熙61年(1722)的朱一貴事件，羅漢內門是反抗分子的主要藏匿地區，雍正初年官府派汛兵50名駐在內門的內埔庄。雍正3年(1725)由於從諸羅縣治出發至此，沿途經常「夏秋水漲，阬塹皆平，則迷津莫度，與諸邑聲息隔絕」，奏准改歸臺灣縣管轄；雍正9年鑑於羅漢門僻處臺灣縣邊區，形勢日益緊要，於是將原駐臺灣府城的臺灣縣丞移駐羅漢內門；雍正11年，羅漢門西方大崗山一帶發生吳福生事件，亂事平定後增強防務，由「千總一員帶兵八十名駐防羅漢門」，與移駐的羅漢門縣丞，其衙門和營盤皆設於中埔和觀音亭附近（今高雄市內門區觀亭里）；直到乾隆54年(1789)裁撤縣丞為止，內門人口並不足以構成街市，卻形成羅漢門人口與資源匯集的地區，成為培育出「八秀才三貢生」的文教中心，形成漢人聚集地區，原居於此的大武壠社群逐漸往南移住蕃薯寮（羅漢外門，今高雄市旗山區旗山）。
乾隆51年(1786)的林爽文事件，羅漢門縣丞署被攻破；事件後，清廷於內門東邊的外門添設蕃薯寮汛（今旗山），將原縣丞改置巡檢（今高雄市內門區觀亭里衙門口），內門經過六十年發展，已成社會治安穩定的邊區。而羅漢外門蕃薯寮一帶日漸開發，漢番、閩粵爭執日多，於是清廷於嘉慶15年(1810)將羅漢門巡檢移駐蕃薯寮，取代內門成為羅漢門地區的形勢要地。基於此歷史背景，羅漢門在官民合力經營下，發展的順序是：先從內門南半邊開始發展，接著往東南邊推展到旗山，然後各自再沿著溪谷上游往北發展，到了紫綠線時期，今之內門和旗山遂全境都劃入界內。以下分成西邊的二仁溪和東邊的楠梓仙溪流域，分別敘述從紅藍線到紫綠線的變化。
先看羅漢門西半邊的二仁溪流域（今內門區西部）。根據《臺海使槎錄》的〈番界〉，當時臺灣縣的番界紅線立石處只有淡水溪墘（臺鳳交界的淡水溪，今楠梓仙溪）。進入乾隆年間才陸續立界碑，蘇峯楠從乾隆20年官府的示禁碑：「本縣勘詳，東方木、燒庚寮一帶，與內門之頭二三重埔及龍潭口，金交椅等處埔地（以上位於今內門區北半部），一體禁懇，仍於外門大崎腳之北、六張犁山頂（位於今旗山區永和里）、幷蕃薯寮庄之附近淡水溪，與鳳邑之旗尾山禁地相對處所，內門新興庄之北，與頭重埔接壤地方，補立界石，永遠重禁」；將此碑文與「紫線圖」紅線上的「界址」比對，分別是位於：大崎腳北邊（與六張犁隔口隘溪相望）、蕃薯寮庄東淡水溪右岸（隔楠梓仙溪與左岸旗尾山對望）、新興庄北邊（隔二層行溪接壤頭重埔），此外紫線圖還有一紅線上的「界址」在檨仔腳（今旗山區大山里一帶），則未出現於示禁碑。這是羅漢內門紅藍線時期的番界線。此段紅藍線將今內門區和旗山區的南半部劃入界內，亦即從今內門區三崁店往南，沿著今臺3線省道，直到旗山區市區南邊的旗山橋邊，以西皆屬界內。
乾隆33年(1768)黃教事件，新港社土目大里撓、大里觀、机振芳等集聚番丁，協助官軍剿捕抗官份子，途經羅漢門界外烏山腳三重埔一帶，知府認為是藏奸出沒之處，新港社大里撓等「遵諭，經以集聚星散社番，在地設柵堵禦，剪除荊棘，開闢種作，以資口糧。」事件後乾隆35年，此地區即羅漢內門之頭二三重埔、文果林、水蛙潭等處（今內門區西北部），該處埔地，例聽新港社熟番耕作，不許漢民私墾。」大里撓後來改漢姓為「戴」，乾隆55年清廷設番屯時，其子戴光位以「曾經打仗出力，素為番眾悅服」，被舉充為南路屯把總，兼轄放索一大屯、搭樓、新港二小屯。頭二三重埔於今內門區北半部的中埔、內豐、三平、木柵、永吉等里，新興庄位於內門區內門里三崁店一帶；依照紫線圖的圖說，內門木柵北方的潯仔寮（今台南市南化區東和里）一帶也劃歸新港、卓猴二社，南化區的菜寮溪流域六村，在紫綠線時期，一併納入紫線界內。
再來看東邊的羅漢外門楠梓仙溪流域。在康熙四十年代以前，「羅漢內門、外門田，皆大傑巔社地也」；從康熙後期到雍正年間，大傑巔社民逐漸往外門集中。官府為了安置大傑巔社民，乾隆27年(1762)，官府授權大傑巔社利用把守六張犁隘口，取得懇耕番界一帶荒埔的權利，包括口隘、中隘（今旗山區中正里）、尾庄（今旗山區大林里）及溝坪溪流域（今內門區東北部）。[4]
「紫線圖」在臺灣縣有繪出四座望樓，蘇峯楠由地方志書獲得其設置緣由：「乾隆三十一年，知縣趙愛議詳：向來羅漢內門牛稠崙、更寮崙，及外門土地祠崎頂，並六張犁山腳，共設望樓四處。今於牛稠崙、更寮崙適中之石門坑，添建火磚望樓一座；又將六張犁、土地祠原築望樓二座，改築火磚。仍派大傑巔社番丁帶眷重地，駐守巡防。」其中前四座與紫線圖一致，設置時間在乾隆31年(1766)以前；當年則擴建火磚望樓，包括新建一座和改建兩座，則未反映在「紫線圖」。這些由大傑巔社防守的望樓，應屬藍線定界下，撥派熟番守隘的一環。乾隆31年的望樓改建，官府將守隘任務交給大傑巔社民，而非漢人莊民。
乾隆31年，大傑巔社守隘的配置，其中六張犁（範圍參考前述）和石門坑（今內門區石坑里，位於二仁溪支流）原位於界外。[5]羅漢門的番界變動，係沿著二仁溪和楠梓仙溪兩溪往上游支流往北發展：內門西半部二仁溪上游的頭二三重埔已如前述；由內門東半部進入二仁溪上游東門溪的石門坑；由旗山（羅漢外門）口隘溪上游溝坪溪的田螺堀（內門區永吉里）；由旗山跨過口隘溪往北沿楠梓仙溪右岸的六張犁（與左岸鳳山縣月眉庄皆劃入紫線界內，今杉林區月眉里和月美里），今臺21線省道跨楠梓仙溪的月眉橋大約是臺灣縣番界的北端。臺21號省道繼續往北即沿著楠梓仙溪左岸，到達最北端芎蕉腳（今高雄市甲仙區甲仙），此段屬於諸羅縣的番界，整個楠梓仙溪中游的開墾已越溪至東岸河階地，開發抵達山腳（屬於玉山山脈延伸的內英山脈西麓），新訂為紫綠線番界。
關於紅藍線與紫綠線之間的土地開墾，林玉茹研究「紫線圖」發現，臺灣縣的界外開墾是由漢人與熟番同時展開，但漢人取得絕大優勢，墾成田園大約是熟番的三倍有餘。熟番是以大傑巔社和新港社為主，且集中於六張犁（高雄市旗山區）、頭重埔、二重埔及三重埔（高雄市內門區）。臺灣縣的新墾區共有8筆，即番界由紅藍線往東推向紫線的區域，是由六張犁到潯仔寮的區域，大概從今高雄市旗山區北邊到台南市南化區，臺21線和臺3線的沿線聚落；偏東邊內山的旗山溪流域上游、溝坪溪流域，即高雄內門區南部和東部、旗山區北部、杉林區等六筆新墾區，全屬於大傑巔社社域；二仁溪上游，即高雄市內門區的頭重埔、二重埔及三重埔及台南市南化區，則是新港社社域。其中，以墾民耕田園是番耕田園的三倍多，且除了六張犁、田螺堀等地之外，漢人都是主力拓墾者。新港社的大里撓則開墾內門的頭重埔、二重埔及三重埔，為番業番佃的純番地權墾地。
根據日本時代明治42年(1909)蕃薯寮廳所作的平埔戶口調查資料，羅漢門地區的平埔族，在番界內外各街庄的分布狀況，有九成五左右居住在番界外的五個庄頭，僅占半成不到的平埔族分布在番界內的三個庄中，可見得番界在羅漢門地區族群區隔的作用顯著。
羅漢門地區的開墾行動，並未侷限在楠梓仙溪右岸，在楠梓仙溪東岸的山杉林和甲仙埔原屬生番地界，在乾隆51年的林爽文事件時，山杉林原住民（稱為內優六社，屬於諸羅縣）為政府效力，部分「出山，薙髮化熟(番)，集居於四社山杉林各庄」。內優六社與四社熟番當時皆被劃歸諸羅縣，於下節再述。

### 諸羅縣
諸羅縣[1]番界，在乾隆初期的紅藍舊線大致沿著今臺3線，到了乾隆中葉往東新開墾的區域，擴張出相當的面積，構成新的紫綠線邊界；此新墾區由南而北依序，從高雄市杉林區、甲仙區，經台南市南化區、玉井區、楠西區、東山區、白河區，經嘉義縣中埔鄉、番路鄉、竹崎鄉、梅山鄉，到雲林縣古坑鄉和南投縣竹山鎮。（參考「臺灣百年歷史地圖 （页面存档备份，存于）」點選「圖層：乾隆臺灣番界」）諸羅縣番界所涵蓋的範圍大，又涉及到多個不同區域的熟番族群，以下分成幾段敘述。
最南段係接續自臺灣縣，即旗山、內門的部分，沿著今高雄市杉林區臺21縣省道，跨過楠梓仙溪上的月眉橋以北，分布在楠梓仙溪中游谷地的兩岸河階地，往北直到甲仙區甲仙市區為止。在乾隆中葉以前此區域原是內優六社歸化生番的生活領域，因此紫線圖的圖說將這片土地歸給內優社報陞，換句話說，允許內優化番佃給漢人或熟番開墾，於是紫綠線番界推進到楠梓仙溪東岸的山腳。
直到乾隆中葉紅藍線時期（乾隆25年、1760年代），清廷清釐沿邊番界都指明，臺灣、鳳山、諸羅三縣界限上的番界，並無私越，番民歷久相安；到了乾隆晚期紫綠線時期（乾隆55年、1790年代）的番屯制下，此地區歸屯而為新界，期間越界私墾者，可能是熟番，例如南邊臺鳳交界區的新港社（參考臺灣縣一節），而臺諸交界區則是大武壠熟番。洪麗完以「撫番租」來解讀熟番與生番的族群互動關係，於楠梓仙溪中游地區，即內優社化番與大武壠熟番之間的業佃關係。「撫番租」的運作方式，例如：由熟番業主抽出議定比例的租稅，購買生番地主所需物品，入山招撫；或者「見物則抽」，出佃的化番到租佃的熟番村落帶走所見物品的慣習。在撫番租的運作下，生熟番之間同時發展出交易鹽、酒、煙等生活用品的關係。這類模式在新移民進入原居民的的生活領域時，以安撫番租做為雙方協調後和平相處的代價。
大武壠社群原居於台南市玉井、楠西一帶，包括噍吧哖社、(大武壠)頭社與二社，木岡社、芋匏社、茄茇社、芒仔芒社和霄裡社。十八世紀中葉開始往番界外擴散，到了乾隆末年的林爽文事件，協助官方平亂的有茄茇、頭社、芒仔芒與霄裡等四社，被稱為「四社番勇」，於是「四社番」成為移住的大武壠熟番的統稱。大武壠社群往番界外移住地分布相當廣：往北有白河區六重溪（於九重溪流域）；往東南的南化區後堀溪流域；再往東越過烏山，到甲仙區和杉林區的楠梓仙溪流域；繼續往東越過內英山到達東麓的六龜區，則是屬於荖濃溪流域。其中六龜區位於界外，不在本條目討論之列：白河區的六重溪待稍後的白河區再論。
就玉井、南化、甲仙到杉林一線，大武壠社群的移住地，與紫線圖勘丈土地做比對：三埔即頭二重埔（玉井區三和里）、北寮即四埔與南寮即五埔（南化區北寮里）、竹頭崎（南化區玉山里）、芎蕉腳（甲仙區大田里）、匏仔寮（甲仙區寶隆里）、蜈蜞潭和白水際（杉林區木梓里）、八張犁與十張犁（杉林區集來里）、山杉林與糞箕湖（杉林區杉林里）、舊匠寮（杉林區上平里）、新庄（杉林區新庄里）。此大武壠移住區域，係大武壠越出紅藍線番界外開墾，並以上述的「撫番租」方式與內優社和平共處。在戡定紫線時，官方將其劃歸給內優社，似默許了此類熟番生番的互動方式，同時也是官府出面保障內優社的權益。
此外，大武壠社往東越界移住到更深入界外的今高雄市六龜區，屬於官府還管不到的界外，也是以相同模式進行生熟番間的交流互動模式，成為界外的規則與慣習。此情形等到漢人進入開墾後，熟漢競爭態勢升高，特別是劉銘傳的清賦政策施行「減四留六」後，忽略了撫番租的原意，以致出現形同雙重課稅的情況，於是越來越容易產生糾紛。
番界往北來到玉井段，這是是大武壠社群的原居地，乾隆中葉的紅藍線劃界，係沿著大武壠社群原住地的東側，由南而北經過芒仔芒社、噍吧哖社和茄茇社等三個社，亦即大武壠屬於界內熟番；此段番界到了乾隆末期的紫綠線，並沒有變動。不過，大武壠社群從乾隆中葉到末期，不僅往東南擴散到內優社的社域，已如前述；還越過烏山往西北移住到哆囉嘓社的社域（今台南市東山區和白河區），此區域在18世紀陸續有蕭壟社和大武壠族群及漢人移入。西部平原的熟番，受到漢人開墾而土地壓縮下，有社民往東進入沿山地區移住及開墾的現象，而仍有社民留在原居地，或可解讀為熟番受外來文化影響而產生拓展領域的動機；由於平原熟番的往西擴張的影響下，帶動沿山的熟、生番也加入這場拓展社域的風潮，大武壠社群即是一例。
此段番界在18世紀康熙末年，黃淑璥的臺海使槎錄所記的立石地是，「哆囉嘓之九重溪、老古崎、土地公崎、下加冬之大溪頭」，之後的紅藍線圖和紫線圖反而沒有更詳細的資料。依照洪麗完的研究，老古崎（於今東山區嶺南里）和土地公崎（於今東山區林安里）位於十八重溪（今龜重溪流域），最晚18世紀初已有客民以「代番納社餉」進入此社域，主要村落為大埔莊（東山區東原里東原，又稱前大埔莊）；18世紀中葉移入吉貝耍庄（東山區東河里）的蕭壟社人，曾有付「山租銀」給十八重溪內哆囉嘓社的紀錄。
東山區北鄰是白河區南部九重溪─「十八重溪外九重」（白河區六溪里六重溪，曾文溪流域支流），最晚1760年代大武壠社群溯灣裡溪（今曾文溪）進入九重溪流域，形成五個小村落，稱大武壠派社；此區即康熙年間立石的「九重溪」，於紫線圖中標於硫磺碣山南側山腳，硫磺碣山與北側的枕頭山皆繪出界外（即今關仔嶺地區）。此段哆囉嘓番界從紅線到紫線期間並無變動。生活於界內一側的哆囉嘓社群，在平原熟番（蕭壟社和麻豆社）與沿山熟番大武壠社群移入的空間壓縮下，於乾隆中葉（18世紀中葉）往北移住到白水溪流域（急水溪支流），東邊關仔嶺以東是阿里山社的社域，白水溪流域成為哆囉嘓社群最後的落腳處。位於西邊清代的下茄苳北堡的大排竹庄（白河區大竹里）是台南市白河區最早的聚落，既是官府控管番地的重要地點，也是軍事重地；而位於東邊平原東側盡頭山腳、白水溪北岸的埤仔頭庄（白河區汴頭里），應該是康熙末年番界的「大溪頭」界碑立石的地區。
諸羅縣的番界，在紫線圖圖說中，除了前述的南段（今高雄市杉林區、台南市南化區和玉井區）之外，北段其界外則都歸「阿里山番」，對應到當今地區由南而北包括：（以下臺南市）楠西區、白河區、（以下嘉義縣）大埔鄉、中埔鄉、番路鄉、竹崎鄉、梅山鄉、（以下雲林縣）古坑鄉、（以下南投縣）竹山鎮等境內東緣沿山地帶。「阿里山番剽悍，諸羅山、哆囉嘓諸番皆畏之」；雖然漢人也視阿里山社群是剽悍的民族，但是從18世紀初康熙末期漢人已進入阿里山社群的領域開墾，係以如前述的「撫番租」方式，來維持漢番關係。在18世紀中葉乾隆中期的紅藍線番界時期，依照官府說法卻是「並無私越」，「番民歷久相安」，但是紅線番界卻劃在這些開墾土地的西邊，而非東邊，直到乾隆末期的紫綠線番界時期才往東移。依照洪麗完的研究，阿里山番租有多種不同形式，包括番食租和大社油香租，可能也有番大租，這個主題仍有待更多的研究，實已超出本條目的範圍，讀者只要略知諸羅縣番界上民間慣習是以此類方式來界定漢番關係；民番相安無事，所以在官府眼中，諸羅縣番界似無劃定明確界縣的急迫性。
阿里山社群中盧麻產社早期的居住地，住在最接近嘉南平原的地理位置，亦即阿里山社群中是最靠近諸羅縣治（今嘉義市）的部落，「康熙五十六年，瘴癘死亡甚眾，遂徙居於阿拔泉社」。與盧麻產社有關、流傳至今的地名有：（以下皆在嘉義縣竹崎鄉）舊社（昇平村）、鹿麻產內埔（內埔村）、新社坑（義隆村）、新社坑溪（塘興村），分布於牛稠溪的支流─濁水溪和清水溪；另外，在蘆麻產舊社北方，此二支流匯入牛稠溪所沖積成的河谷平原，於乾隆中葉(1760)時已發展成市街─鹿麻產街（鹿滿村）。其中鹿麻產、新社坑、內埔仔於康熙年間已成為漢人居住空間。由於漢人的墾殖活動進入社域，並帶來的傳染病，於是部落往內山遷徙，盧麻產社於康熙年間滅社，並併入阿拔泉社。縱然如此，從現存契字可見，其在今竹崎鄉境的生活空間如半天藔、內埔村一帶，直到光緒13 年(1887)仍是阿里山社收取「番食租」的範圍。
康熙61年(1722)立石為界時，盧麻產內埔是立石地之一；然而乾隆中葉番界圖和乾隆後期紫線圖的紅線，都畫在金校椅山西邊，亦即將鹿麻產內埔及清水溪、濁水溪沖積平原上游劃出界外；直到紫線圖時期，才納入紫線界內成為准墾地。另外，今日的中埔鄉鄰接清代諸羅縣城東南邊，比竹崎鄉更早有漢人開墾（包括著名的吳鳳家族），墾地分布在八掌溪支流赤蘭溪流域；同樣地，在紅線時期其大部分土地也都被劃出界外[2]，直到紫線圖才畫在界內。依照紫線圖的圖說，以下區域「請墾」有兩則：「姜母寮，連小地名社寮前、社寮後、竹林腳、崁仔腳、番仔坑、陳臣崎、新庄、沄水溪等（以上皆位於嘉義縣中埔鄉）…以姜母寮山腳立為新界，歸阿里山社番報陞」；「密機庄（臺南市楠西區），連小地名大埔庄（嘉義縣大埔鄉）、石頭埔、番仔路、埔尾、啄口（以上位於嘉義縣番路鄉）、白狗寮、桃仔園、金交倚、金獅寮、阿拔泉、山猪塭（以上位於嘉義縣竹崎鄉）等處…歸阿里山社番報陞，于大埔庄後立定新界。」以上各地之詳細今址，請參考林玉茹的紫線書和柯志明的GIS，在此不詳列。
沿著番界繼續往北，來到今雲林縣古坑鄉和嘉義縣梅山鄉的淺山丘陵區域，此區的開墾地大都位於北港溪流域的三疊溪上游各支流的河谷地。依照日治初期的調查，清代阿里山番租的分布範圍，除了前述的地區之外，還有打猫東頂保（今雲林縣古坑鄉、嘉義縣梅山鄉）和鯉魚頭保（今南投縣竹山鎮西部）。此外，有契字還顯示大武壠龜丹庄、鹽水坑等地（今臺南縣楠西鄉），也是阿里山社收取番食租的範圍，屬於番界外，在此不論。鯉魚頭保屬於濁水溪分支清水溪流域，位處於諸羅縣最北段的番界，稍後再述。以下先就打貓東頂保範圍內來看，紫線圖中的墾地請禁狀況及其番界設施。
在紫線圖的圖說中所列官方清釐的土地中，有一則抄封地原屬界外開墾土地：「（以下於今梅山鄉大南村）大草埔，連小地名小草埔（今址不詳）、南勢坑（南勢坑）、跌死猴（坑口）、九芎坑（永興村九芎坑）、（以下於今古坑鄉）大湖內（華山村）、尖山坑（荷苞村）、（以下於今梅山鄉）新庄（梅山）、黃竹坑（半天村）等處…現在已于翁雲寬抄封案內入官估變。」在紫線圖中，這些地名旁邊皆標有「早經報陞」，屬於官府准墾且有徵稅的紅線時期界外土地。乾隆47年(1782)彰化縣發生漳泉械鬥事件，善後處理後成為翁雲寬家族被抄封的土地，嗣後由官府招佃徵租，乾隆49年(1784)悉納入紫線番界內。
在新紫線界上標有「大草埔新定界與新設隘寮」，這是雲嘉兩縣的僅有的三個「新定界與隘寮」之一，前兩個是南邊的姜母寮和大埔庄。在今大草埔莊東邊仍存有一隘寮地名（於大南和永興兩村邊界上），在東方不遠處，今於梅山鄉太平三十六彎的第32灣旁產業道路內，有發現一方乾隆33年(1768)所立的「乾隆民番界碑」，從碑文內容推斷涵蓋的區域，位於嘉義縣梅山鄉太平村到雲林縣古坑鄉一帶；另外，古坑鄉華山村的福華宮前，也有一座由殘片拚成的民番界碑，碑石刻字和年代都與梅山太平的完全一樣，兩碑所定的界址皆「以大山脊分水為界，山前屬民，山後屬番。」
從康熙末年的立石為界及乾隆中葉紅線番界，由南而北的界址：葉仔坑（民雄鄉東興村葉仔寮）、中坑（大林鎮中坑里中坑）、梅仔坑（梅山鄉梅山）、麻園山腳（古坑鄉永光村大湖口）、庵古坑（古坑鄉古坑）和尖山（古坑鄉尖山坑）（參考「臺灣百年歷史地圖 （页面存档备份，存于）」點選「圖層：乾隆臺灣番界」）；到了乾隆中末葉，界址與開墾地已經往山區推進相當的距離，「大山脊分水」係指位於今雲嘉投交界的大尖山，就成為紫線番界的天然界線。」
回到雲嘉交界區域西邊的紅線番界處，對照番界圖與當今地圖，從古坑到斗六，紅藍線番界上還有「斗六東山」（斗六丘陵；斗六東位於林內鄉林茂村）和「尖山」（尖山坑位於今古坑鄉荷苞村）兩座「生番界碑」，以及紫線圖中有一「原碑無存碑痕尚在」文字，但是此二界碑與康熙年間的立石點─「小尖山腳」和「外相觸溪口」，似無對應關係。
依紫線圖圖說，此區域只出現兩則「請墾」，其中之一偏在南邊：「中坑庄（大林鎮中坑里中坑）、直坑後（梅山鄉過山村開元后）等處…歸阿里山番報陞，均以大草埔山腳為界。」此兩塊相鄰土地皆坐落在淺山丘陵，靠近西邊的紅線番界邊，可能是早期越界開墾的土地，在乾隆49年清釐土地時（紫線定界時），標為「請墾」，並歸為阿里山社的番大租。
另一則「請墾」則位於諸羅縣最北邊：「（以下斗六市湖山里）南勢坑（南勢坑溪一帶），連小地名湖山巖（湖山岩）、枋樹湖（楓樹湖）、何全寮（今址不詳）等處…鯉魚頭山腳為界，歸阿里山社番報陞。」這數塊土地都坐落在今斗六市東方的淺山丘陵區。斗六門的開發很早，清初（十八世紀初）即已成庄，成為南來北往的市鎮，往東越過清水溪進入林杞埔，即今南投縣竹山鎮；往北越過濁水溪進入舊彰化縣，詳於下一節。
依照紫線圖，由斗六門番界往東推進，越過與清水溪的分水嶺─斗六丘陵，隔山東側的清水溪兩岸即是諸羅縣的番界最北段，屬於清末的鯉魚頭保範圍，地理區域進入濁水溪中游及其支流清水溪流域。在紫線圖的圖說中，此地區有四塊土地皆位於今之南投縣竹山鎮，兩塊請禁、兩塊請墾：(1)「軍工寮（可能是今竹山鎮大鞍里）…該處逼近生番，應請禁墾，以大溪（清水溪）為界」；(2) 「加走寮，連小地名二坪、三坪等處…該處逼近生番，應請于三坪山腳設立新界，界外永行禁墾」（可能是今竹山鎮坪頂里）；(3)「(以下今竹山鎮鯉魚里) 熬酒桶庄、炭窯、過溪、木瓜潭、詔安寮、灣角潭、(以下今竹山鎮瑞竹里) 溪洲、芊蓁崙、東勢坑等處…以三坪山根為界，歸阿里山社番分別報陞」；(4)「(以下今竹山鎮福興里) 不知春，連小地名柴寮、泉州寮、田仔內(今竹山鎮田子里) 、德化寮(今址不詳)、柯仔坑(今竹山鎮德興里) 、鯉魚尾(今竹山鎮鯉魚里) 等處…以鯉魚頭山根為界，歸阿里山社番報陞」。以上此區域各地名考證，請參考紫線書。乾隆後期，官府將此區域仍歸為阿里山社的領域。
總結諸羅縣的番界。除了中間有一段由大武壠（台南市玉井區）、茄拔後（台南市楠西區）到哆咯嘓（台南市東山區），紅、紫兩線重疊沒有變動之外，南邊和北邊番界則大幅向東移動。南邊與鳳山縣接壤處，由山杉林（高雄市杉林區）、芎蕉腳（高雄市甲仙區）到頭埔新定界（台南市南化區、玉井區），產生不少新墾區，劃為內優社社域，今被歸類為南鄒族。在諸羅縣北半部，在康雍乾年間，漢人拓墾了大量原屬於阿里山社生活領域的沿山地區，包括今即今嘉義大埔鄉、中埔鄉、番路鄉、竹崎鄉、梅山鄉、雲林縣古坑鄉至斗六市，大致是沿今臺3線建立漢庄，直抵最北端的今南投縣竹山鎮的清水溪兩岸，接上舊彰化縣南界。諸羅縣新墾區的民耕田園是番耕田園的十餘倍，特別是阿里山社社域內的墾區，幾乎均成為番業漢佃地。
[1] 林爽文事件後，1787年諸羅改名嘉義，為了行文方便，以下仍以舊名諸羅縣稱之。
[2] 此段番界位於今日的中埔鄉和番路鄉境內。在康熙年間的番界立石有三處：埔姜林、白望埔和大武巒埔；乾隆中葉紅線只存兩處：埔姜林（今中埔鄉金蘭村或社口村）、枋仔岸（今番路鄉番路村）；到了乾隆後期的紫線，僅有一處新定界及隘寮─姜母寮（今中埔鄉觸口村）。以上界址的今日位址可參考前註洪麗完的文章和柯志明的GIS「乾隆臺灣番界」。